# Atlantic Council
O Atlantic Council é um think tank norte-americano no campo das relações internacionais e a favor do atlantismo, fundado em 1961. Gerencia dez centros regionais e programas funcionais relacionados à segurança internacional e à prosperidade econômica global. Ele está sediado em Washington, D.C. É membro da Atlantic Treaty Association.

## História
O Atlantic Council foi fundado com a missão declarada de encorajar a continuação da cooperação entre a América do Norte e a Europa, iniciada após a Segunda Guerra Mundial. Em seus primeiros anos, seu trabalho consistia principalmente na publicação de documentos de política e pesquisas com europeus e americanos sobre suas atitudes em relação à cooperação transatlântica e internacional. Nesses primeiros anos, seu foco principal era em questões econômicas - principalmente encorajando o livre comércio entre os dois continentes e, em menor medida, com o resto do mundo - mas também fazia algum trabalho em questões políticas e ambientais. 
Embora o Atlantic Council tenha publicado documentos e monografias sobre política, Melvin Small, da Wayne State University, escreveu que, especialmente em seus primeiros anos, a verdadeira força do Conselho estava em suas conexões com políticos influentes. O Conselho desde cedo encontrou um nicho como "centro de encontros informais" de líderes de ambos os lados do Atlântico, com membros trabalhando para desenvolver "redes de comunicação contínua". 
Em fevereiro de 2009, James L. Jones, então presidente do Conselho, deixou o cargo para servir como o novo conselheiro de segurança nacional do presidente Obama e foi sucedido pelo senador Chuck Hagel.  Além disso, outros membros do Conselho também deixaram o cargo para servir à administração: Susan Rice como embaixadora na ONU, Richard Holbrooke como Representante Especial para o Afeganistão e Paquistão, o General Eric K. Shinseki como Secretário de Assuntos de Veteranos e Anne-Marie Slaughter como Diretora de Planejamento de Políticas do Departamento de Estado. Quatro anos depois, Hagel deixou o cargo para servir como Secretário de Defesa dos Estados Unidos. Gen. Brent Scowcroft atuou como presidente interino do Conselho de Administração da organização até janeiro de 2014, quando o ex-embaixador na China e governador de Utah Jon Huntsman Jr.  foi nomeado.

## Conexões e financiamento
O Atlantic Council tem, desde a sua criação, declarado ser uma instituição apartidária, com membros "das alas internacionalistas moderadas de ambos os partidos" dos Estados Unidos.  Apesar de suas conexões, o Conselho é independente do governo dos EUA e da OTAN, uma organização sem fins lucrativos registrada 501(c)(3). 
Em setembro de 2014, Eric Lipton informou no New York Times que, desde 2008, a organização recebeu doações de mais de vinte e cinco governos estrangeiros. Ele escreveu que o Atlantic Council foi um dos vários think tanks que receberam fundos substanciais no exterior e conduziram atividades que "normalmente se alinham com as agendas dos governos estrangeiros". 
De acordo com o Conselho, de sua receita de 2019, 14% (aproximadamente US$ 5,5 milhões) vieram de doadores não governamentais dos EUA. 

## Eventos
O Atlantic Council cria um ponto de encontro para chefes de estado, líderes militares e líderes internacionais de ambos os lados do Atlântico. Em 2009, o Conselho acolheu o primeiro grande discurso do antigo Secretário-Geral da OTAN Anders Fogh Rasmussen nos EUA, no qual discutiu questões como a missão da OTAN na Guerra do Afeganistão, a cooperação da OTAN com a Rússia e a relação transatlântica mais ampla.   Membros do Congresso dos EUA também compareceram, incluindo o senador Richard Lugar e o secretário de Estado John Kerry.    O Conselho acolhe eventos com chefes de Estado e de Governo em exercício, incluindo o antigo Presidente georgiano Mikheil Saakashvili,   o primeiro-ministro ucraniano Arseniy Yatsenyuk,   e a antiga presidente letã Vaira Vīķe-Freiberga.   

## Publicações
O Atlantic Council produz publicações e publica resumos sobre questões de política global, que vão desde o papel global da OTAN à segurança energética. 